# Chiesa del Purgatorio (Cefalù)
La chiesa del Purgatorio, altrimenti nota come chiesa di Santo Stefano, è un edificio religioso di Cefalù.

## Storia
La chiesa prospetta su una piazzetta aperta su corso Ruggero. L'isolato era in precedenza occupato da diverse costruzioni, tra le quali una precedente chiesa di Santo Stefano e la cappella di Santa Margherita, fondata nel 1466 dalla famiglia Giaconia e abolita agli inizi del Seicento.
La chiesa di Santo Stefano, inizialmente affidata alla omonima confraternita, era passata nel 1601 a quella "delli Nigri" (o "delle Anime purganti", fondata nel 1596 come continuazione della precedente confraternita "della morte"). La confraternita acquistò gli immobili adiacenti alla propria chiesa ed edificò la nuova chiesa del Purgatorio, la cui facciata venne terminata nel 1668. Nel 1868 la pavimentazione della piazza esterna venne ribassata. Del 1895 è la sede anche della "congregazione della Vergine", appena istituita.

## Esterno
Nel 1927 si svolse un restauro: furono fatti gli intonaci del prospetto esterno, messi in simmetria i muri della base e sistemata la finestra del prospetto.
La facciata è preceduta da una scenografica scalinata a doppia rampa e presenta un portale barocco. In origine aveva due torri: quella di destra, incompleta, è in parte nascosta da un edificio successivo, mentre quella di sinistra, culminante in una cuspide, svolge le funzioni di campanile.

## Interno
L'interno della chiesa è suddiviso in tre navate distinte da colonne con fusti monolitici. 
Vi si trovano la cappella del Crocifisso e quella di San Pietro Apostolo, fondata nel 1614, che ospita una statua dell'Addolorata di cui aveva cura la "nazione dei macellai". La chiesa contiene una cripta con i corpi degli ascritti alla Confraternita dei Neri (o delle Anime purganti).
Sopra l'altare maggiore si trova un grande dipinto del 1813 ("Cristo che impartisce l'eucaristia alle anime in pena"). Nel 1867 vi fu traslata la sepoltura del barone Enrico Pirajno di Mandralisca, con un sarcofago in marmo, opera dello scultore palermitano Salvatore Valenti.